# Thomas Urquhart (Politiker)

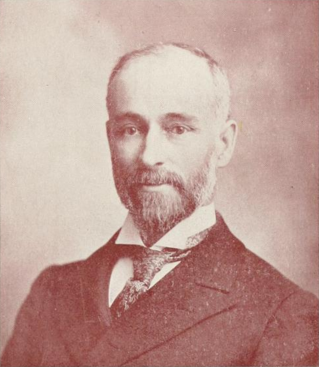
Thomas Urquhart

Thomas Urquhart (* 16. April 1858 in Wallacetown, Ontario; † 16. Februar 1931) war ein kanadischer Politiker und 32. Bürgermeister von Toronto. Urquhart war Mitglied der Liberalen Partei Kanadas.
Thomas Urquhart ist Sohn schottischer Einwanderer. Bis zu seinem 13. Lebensjahr besuchte er die öffentliche Schule in Wallacetown und begleitete seinen Vater danach bei der Arbeit als Lagerarbeiter. Mit 21 Jahren wurde er zum städtischen Angestellten von Dunwich ernannt und wurde im Anschluss daran Sekretär der landwirtschaftlichen Gesellschaft von West Elgin. Er legte 1881 die Hochschulreife ab und entschied sich daraufhin, Rechtswissenschaften zu studieren. 1886 schloss er sein Studium an der Osgoode Hall Law School ab. Er praktizierte nach dem Studium als Jurist zusammen mit seinem Bruder Daniel Urquhart. 
Seine politische Laufbahn begann mit der Wahl in den Stadtrat im Jahr 1900. In den Folgejahren wurde er wiedergewählt und konnte 1905 George Horace Gooderham bezwingen. In der Zeit von Januar 1903 bis Januar 1906 war er Bürgermeister von Toronto. In seine Amtszeit fällt der Großbrand im Jahr 1904. 
Urquhart war ein führendes Mitglieder der Baptisten in Toronto und in zwei Kirchen aktiv. Nach dem Tod seiner ersten Frau heiratete er 1927 erneut. Am 16. Februar 1931 starb er an den Folgen einer Influenza. 
| Personendaten    | Personendaten         |
| ---------------- | --------------------- |
| NAME             | Urquhart, Thomas      |
| KURZBESCHREIBUNG | kanadischer Politiker |
| GEBURTSDATUM     | 16. April 1858        |
| GEBURTSORT       | Wallacetown, Ontario  |
| STERBEDATUM      | 16. Februar 1931      |